# Mariano Crociata
Mariano Crociata (Castelvetrano, província de Trapani, Itália, 16 de março de 1953) é um clérigo italiano e bispo católico romano de Latina-Terracina-Sezze-Priverno.
Mariano Crociata estudou no Seminário Episcopal de Mazara del Vallo. Ele recebeu seu doutorado em teologia católica na Pontifícia Universidade Gregoriana de Roma com uma tese sobre o estudioso e bispo italiano Agostino Steuco (1496/97–1548). Mariano Crociata foi ordenado sacerdote em 29 de junho de 1979. De 1985 a 1989 foi sacerdote em Marinella di Selinunte e de 1989 a 2003 arcipreste da Chiesa Madre de Marsala. A partir de 2003 foi vigário geral da diocese de Mazara del Vallo. Ele também ensinou teologia fundamental e estudos religiosos em Mazara del Vallo e Palermo e é considerado um especialista em Islã. Desde 2003, como vigário geral na diocese de Mazara del Vallo, é responsável pelos aspectos operacionais da orientação diocesana.
Em 16 de julho de 2007, Mariano Crociata foi pelo Papa Bento XVI nomeado Bispo de Noto. Foi ordenado bispo em 6 de outubro de 2007 na Catedral de Noto pelo Arcebispo de Palermo, Paolo Romeo; Os co-consagradores foram o Arcebispo Nikola Eterović, Secretário Geral do Sínodo dos Bispos, e Domenico Mogavero, Bispo de Mazara del Vallo. Mariano Crociata foi delegado de doutrina e catequese na Conferência Episcopal da Sicília. Em 25 de setembro de 2008, o Papa Bento XVI o nomeou como Secretário Geral da Conferência Episcopal Italiana, após o que Mariano Crociata renunciou ao cargo de Bispo de Noto.
O Papa Francisco o nomeou Bispo de Latina-Terracina-Sezze-Priverno em 19 de novembro de 2013. A posse ocorreu em 15 de dezembro do mesmo ano. Em março de 2015, Crociata foi eleito Presidente da Comissão para a Educação Católica da Conferência Episcopal Italiana.
Em março de 2023, Crociata foi eleito Presidente da Comissão das Conferências Episcopais da Comunidade Europeia (COMECE), sucedendo ao Cardeal Jean-Claude Hollerich.